# III Premis Cinematogràfics José María Forqué
La cerimònia dels III Premis Cinematogràfics José María Forqué es va celebrar al Casino de Madrid el 20 d'abril de 1998. Es tracta d'uns guardons atorgats anualment des de 1996 per l'EGEDA com a reconeixement a les millors produccions cinematogràfiques espanyoles pels seus valors tècnics i artístics produïdes entre l'1 de gener i el 31 de desembre de 1997. El premi consisteix en una claqueta de plata i 5.000.000 pessetes. La guanyadora fou la pel·lícula La buena estrella.
L'acte fou presentat per Juan Luis Galiardo i va acabar amb un discurs de la Ministra d'Educació i Cultura, Esperanza Aguirre, que assistí acompanyada del Secretari d'Estat de Cultura, Miguel Ángel Cortés Martín i del Director General de l'ICAA, José María Otero. Es va retre homenatge als recentment morts presidenta i vicepresident d'EGEDA, Helena Matas i Antonio Cuevas.